# ماي دالبيرغ
ماي دالبيرغ (بالإنجليزية: Mae Dahlberg)‏ هي ممثلة أسترالية، ولدت في 24 مايو 1888 في برونزويك ‏ في أستراليا، وتوفيت في 1969 في نيويورك في الولايات المتحدة.

## وصلات خارجية
- ماي دالبيرغ على موقع IMDb (الإنجليزية)
- ماي دالبيرغ على موقع أول موفي (الإنجليزية)
- ماي دالبيرغ على موقع قاعدة بيانات الفيلم (الإنجليزية)
- ماي دالبيرغ على موقع كينوبويسك (الروسية)